# Hypostomus commersoni
Hypostomus commersoni (Гіпостомус Коммерсона) — вид риб з роду Hypostomus родини Лорікарієві ряду сомоподібні. Названо на честь французького натураліста Філібера Коммерсона. Інша назва «гіпостомус мінливий».

## Опис
Загальна довжина сягає 60,5 см (в акваріумі — до 30—40 см). Голова видовжена, трохи сплощена зверху в області морди. Рот являє собою своєрідну присоску. Зуби гребінчасті. Тулуб кремезний, звужується до хвостового стебла, вкритий кістковими пластинками. Спинний плавець доволі високий, помірно довгий, з 1 жорстким променем (на його передньому краї присутні гіпертрофовані одонтоди — шкіряні зубчики). Грудні та черевні доволі широкі, з розвиненими шипами, на грудних плавцях кінчики шипів опуклі. Жировий плавець крихітний. Хвостовий плавець широкий, з виїмкою, кінчики трохи довші інших променів.
Забарвлення коричневе або темно-сіре з дрібними темно-коричневими плямочками.

## Спосіб життя
Воліє до чистої, прозорої води, насиченої киснем. Зустрічається у річках зі швидкою течією та піщано-кам'янистим дном. Є територіальною рибою. Активна вдень. Живиться переважно ракоподібними та органічними залишками біля дна.

## Розповсюдження
Мешкає у нижній та середній течії річки Парана, в басейнах Уругваю та Лагуна-дос-Патос.